# 서울고등법원
서울고등법원(서울高等法院)은 1심 판결에 대한 항소 사건, 1심 결정·명령에 대한 항고 사건, 선거 소송 등을 심판하는 대한민국의 고등법원이다. 고등법원장과 대법원 규칙이 지정한 수의 판사로 구성되고, 그 심판권은 판사 3인으로 구성된 합의부에 종속되어 있다. 서울특별시, 인천광역시, 경기도, 강원도를 관할구역으로 하지만, 2019년 3월 이후, 수원지방법원 관할 지역을 수원고등법원으로 분리하였다.

## 역사
- 대한제국 시대인 1908년 8월 1일에 경성공소원(京城控訴院)이 처음 설치되었다.[2]
- 1945년 해방 이후 미 군정청에 의해 서울고등심리원(서울高等審理院)으로 명칭이 변경되었다.
- 1948년 6월 1일에 서울고등법원으로 이름이 고쳐진 후 현재에 이르고 있다.
- 1992년 대전고등법원과 1998년 서울행정법원의 설치로 관할 구역이 변경되었다.
- 2011년 2월 11일 강원도 춘천시에 강원지법 관할구역을 담당하는 서울고등법원 원외재판부를 설치하였다.
- 2019년 3월 1일 경기남부를 담당하는 수원고등법원이 설치되고, 인천지법 관할구역에 인천원외재판부를 설치했다.

## 주소
- 서울특별시 서초구 서초중앙로 157

## 역대 법원장
| 순번 | 이름   | 재임기간                           | 주요 경력                                                        |
| ---- | ------ | ---------------------------------- | ---------------------------------------------------------------- |
| 2대  | 김우열 | 1948년 11월 11일 ~1949년 4월 11일  | 공소원 판사에서 승진                                             |
| 3대  | 백한성 | 1949년 6월 18일                    | 법무부 차관에서 전보                                             |
| 4대  | 허진   | 1952년 2월 7일 ~                   | 부산지방법원장에서 승진                                          |
| 5대  | 변옥주 | 1954년 10월 5일 ~ 1958년 10월 28일 | 전주지방법원장에서 승진. 대법관 임명                             |
| 6대  | 오필선 | 1959년 1월 10일 ~ 1959년 10월 8일  | 광주고등법원장에서 전보, 대법관 임명                             |
| 7대  | 임한경 | 1959년 ~ 1960년 11월 22일          | 신병 사퇴                                                        |
| 8대  | 김종규 | 1960년 11월 22일 ~ 1961년 6월 21일 | 법원장 일괄 사퇴                                                 |
| 9대  | 한성수 | 1961년 9월 1일 ~                   | 대법원판사에서 임명                                              |
| 10대 | 김홍섭 | 1964년 3월 12일 ~ 1965년 3월 16일  | 광주고등법원장에서 전보                                          |
| 11대 | 홍남표 | 1965년 4월 30일 ~ 1968년 11월      | 서울민사지방법원 판사, 대법원판사 임명                           |
| 12대 | 민문기 | 1968년 12월 3일 ~ 1969년 8월       | 광주고등법원장에서 전보, 1969년 8월 29일 대법원판사 선출         |
| 13대 | 기세훈 | 1969년 9월 2일 ~                   | 광주고등법원장에서 전보, 1970년 12월 29일 초대 사법연수원장 겸직 |
| 14대 | 강안희 | 1973년 3월 28일 ~ 1975년 9월 30일  | 대법원판사 임명                                                  |
| 15대 | 유태흥 | 1975년 10월 1일 ~ 1976년 1월 3일   | 대법원판사 임명                                                  |
| 16대 | 임기호 | 1976년 1월 4일 ~                   | 사법연수원장에서 임명                                            |
| 17대 | 윤운영 | 1979년 ~ 1980년 9월                |                                                                  |
| 18대 | 방례원 | 1980년 9월 2일 ~ 1981년 1월 17일   | 사법연수원장에서 겸임. 정년 퇴임                                 |
| 19대 | 전병덕 | 1981년 4월 20일 ~ 1982년 7월 31일  | 서울민사지방법원장에서 임명                                      |
| 20대 | 김홍근 | 1982년 9월 1일 ~ 1984년 5월 29일   |                                                                  |
| 21대 | 박정근 | 1984년 7월 25일 ~ 1986년 4월 14일  | 대구고등법원장에서 전보                                          |
| 22대 | 윤승영 | 1986년 4월 17일 ~                  | 대전지방법원장에서 임명                                          |
| 23대 | 김윤경 | 1988년 7월 20일 ~                  | 부산고등법원장에서 임명                                          |
| 24대 | 임규운 | 1991년 2월 1일 ~                   | 서울민사지방법원장에서 승진                                      |
| 25대 | 이영모 | 1992년 8월 8일 ~ 1994년 7월 7일    | 자진 사퇴, 헌법재판소 사무처장 임명                              |
| 26대 | 김영진 | 1994년 7월 21일 ~ 1995년 2월       | 사법연수원장에서 전보, 사직                                      |
| 27대 | 김성일 | 1995년 2월 16일 ~ 1995년 10월 31일 |                                                                  |
| 28대 | 한대현 | 1995년 11월 23일~1997년 8월 22일   | 헌법재판관에 임명                                                |
| 29대 | 정지형 | 1997년 9월 22일 ~ 1998년 8월 5일   | 서울지방법원장에서 승진, 사임                                    |
| 30대 | 윤재식 | 1998년 8월 24일 ~ 1999년 9월       | 대법관 임명                                                      |
| 31대 | 송재헌 | 1999년 10월 11일 ~ 2000년 6월 28일 | 서울행정법원장에서 승진, 사직서 제출                             |
| 32대 | 조용완 | 2000년 7월 14일 ~ 2001년 2월 11일  | 2000년 7월 21일 대법원장에 의해 중앙선거관리위원 지명            |
| 33대 | 김대환 | 2001년 2월 12일 ~                  |                                                                  |
| 34대 | 이융웅 | 2002년 2월 8일 ~                   |                                                                  |
| 35대 | 신정치 | 2003년 2월 12일 ~                  | 대전고등법원장에서 전보                                          |
| 36대 | 김동건 | 2004년 2월 11일 ~ 2005년 1월 31일  | 사직서 제출                                                      |
| 37대 | 강완구 | 2005년 2월 ~ 2005년 10월 26일      | 사직서 제출                                                      |
| 38대 | 정호영 | 2005년 11월 4일 ~ 2006년 6월       |                                                                  |
| 39대 | 박송하 | 2006년 6월 21일 ~ 2008년 2월 4일   | 광주고등법원장에서 전보, 사직서 제출                             |
| 40대 | 오세빈 | 2008년 2월 13일 ~ 2009년 2월       | 대전고등법원장에서 전보, 사직서 제출                             |
| 41대 | 이태운 | 2009년 2월 ~ 2010년 2월 8일        | 판사직 퇴임                                                      |
| 42대 | 구욱서 | 2010년 2월 11일 ~                  | 대전고등법원장에서 전보, 원장이 사상 첫 재판                     |
| 43대 | 김진권 | 2011년 10월 28일 ~                 | 대전고등법원장에서 전보                                          |
| 44대 | 조용호 | 2013년 2월 14일 ~ 2013년 3월       | 헌법재판관 임명                                                  |
| 45대 | 조병현 | 2013년 3월 28일 ~ 2015년 2월 11일  | 대전고등법원장에서 전보                                          |
| 46대 | 심상철 | 2015년 2월 ~                       |                                                                  |
| 47대 | 최완주 | 2017년 1월 31일 ~ 2019년 2월 13일  | 서울고등법원 부장판사에서 승진                                   |
| 48대 | 김창보 | 2019년 2월 14일 ~ 2021년 2월       |                                                                  |
| 49대 | 김광태 | 2021년 2월 ~ 2023년 2월            | 대전고등법원 법원장                                              |
| 50대 | 윤준   | 2023년 2월 ~ 2025년 2월            | 광주고등법원 법원장                                              |
| 51대 | 김대웅 | 2025년 2월 ~                       | 서울고등법원 부장판사                                            |

## 같이 보기
- 대한민국 대법원
- 대한민국 지방법원
- 대한민국 고등법원
- 서울중앙지방법원